# هزاررود سفلی
هزاررود سفلی یک روستا در ایران است که در دهستان آب‌بر واقع شده‌است. هزاررود سفلی ۶۱۷ نفر جمعیت دارد.